# 拉庫洛韋
48°3′2″N 29°47′15″E / 48.05056°N 29.78750°E
拉庫洛韋（烏克蘭語：Ракулове）是位於烏克蘭西南部的村莊，由敖德萨州波季利斯克区的皮什恰納市鎮負責管轄。該村始建於1792年，面積1.43平方公里，海拔高度209米，2001年該村落人口466。